# راهدار (نیمروز)
راهدار، روستایی در دهستان بزی بخش مرکزی شهرستان نیمروز در استان سیستان و بلوچستان ایران است.

## جمعیت
بر پایه سرشماری عمومی نفوس و مسکن در سال ۱۳۹۵، جمعیت این روستا برابر با ۱۷۸ نفر (۵۱ خانوار) بوده‌است.